# Combat Cars
Combat Cars est un jeu vidéo de course et de combat motorisé développé et édité par Accolade, sorti en 1994 sur Mega Drive.